# Louis-Hyacinthe Bouilhet
Louis Hyacinthe Bouilhet, dit Louis Bouilhet, né à Cany le 27 mai 1821 et mort à Rouen le 18 juillet 1869, est un poète français.

## Biographie
Il est le condisciple de Gustave Flaubert au collège royal de Rouen, puis beaucoup plus tard, un ami intime. Fils d’un médecin des armées de l’Empire, il entreprend des études de médecine, et a pour professeur Achille Cléophas Flaubert. Mais à la mort de celui-ci, il abandonne ses études pour suivre sa vocation d'écrivain. Il exerce les métiers de professeur de littérature et de conservateur de la bibliothèque de Rouen à partir de 1867. Il a appartenu aux mouvements littéraires romantique et parnassien.

## Bouilhet en littérature
Il dédie à son ami Flaubert son premier ouvrage, Melaenis, conte romain (1857), poème historique en cinq chants, qui décrit les mœurs romaines sous l’empereur Commode et qui le fit remarquer. Son recueil de poèmes intitulé Fossiles fut très remarqué parce qu'il y essaie d'utiliser la science comme sujet pour la poésie. Ces poèmes furent inclus par la suite dans Festons et astragales (1859). À la fin des années 1860, il suscite l'admiration de Maupassant, d'abord attiré par la poésie.

### Poésie
Sa poésie cultive une grande recherche dans la pureté, qui est spécialement appréciée dans le Parnasse. Il s'y joint des thèmes délicats évoquant la beauté, la femme, l'amour. Voici deux morceaux de poésie de cet auteur, extraits de son recueil posthume Dernières chansons (1872) :

#### Tung-whang-fung
La fleur Ing-wha, petite et pourtant des plus belles,

N’ouvre qu’à Ching-tu-fu son calice odorant ;

Et l’oiseau Tung-whang-fung est tout juste assez grand

Pour couvrir cette fleur en tendant ses deux ailes.

Et l’oiseau dit sa peine à la fleur qui sourit,

Et la fleur est de pourpre, et l’oiseau lui ressemble,

Et l’on ne sait pas trop, quand on les voit ensemble,

Si c’est la fleur qui chante, ou l’oiseau qui fleurit.

(...)

#### Jasmin
J’ai cueilli pour vous seule, à sa branche flétrie,

Ce jasmin par l’hiver oublié dans la tour.

J’ai baisé sa corolle, et mon âme attendrie

Dans la dernière fleur met son dernier amour.
— Château de La Roche-Guyon. 185...

### Théâtre
Comme dramaturge il obtient un certain succès avec sa première pièce, Madame de Montarcy (1856), jouée pendant soixante-dix-huit soirées au Théâtre de l’Odéon ; Hélène Peyron (1858) et L’Oncle Million (1860) furent aussi favorablement reçus. Mais de ses autres pièces, dont quelques-unes ont pourtant un certain mérite, seule la Conjuration d'Amboise (1866) eut du succès. Le Théâtre de l'Odéon conserve un tableau d'Adolphe Yvon qui en rappelle la mémoire : Portrait de Francisque Berton dans le rôle du Prince de Condé, dans la pièce de Louis-Bouilhet "La Conjuration d'Amboise". Bien oublié aujourd'hui, le théâtre de Bouilhet a été joué sur les meilleures scènes de l'époque (Odéon, Théâtre-Français).

### Bouilhet et ses amis

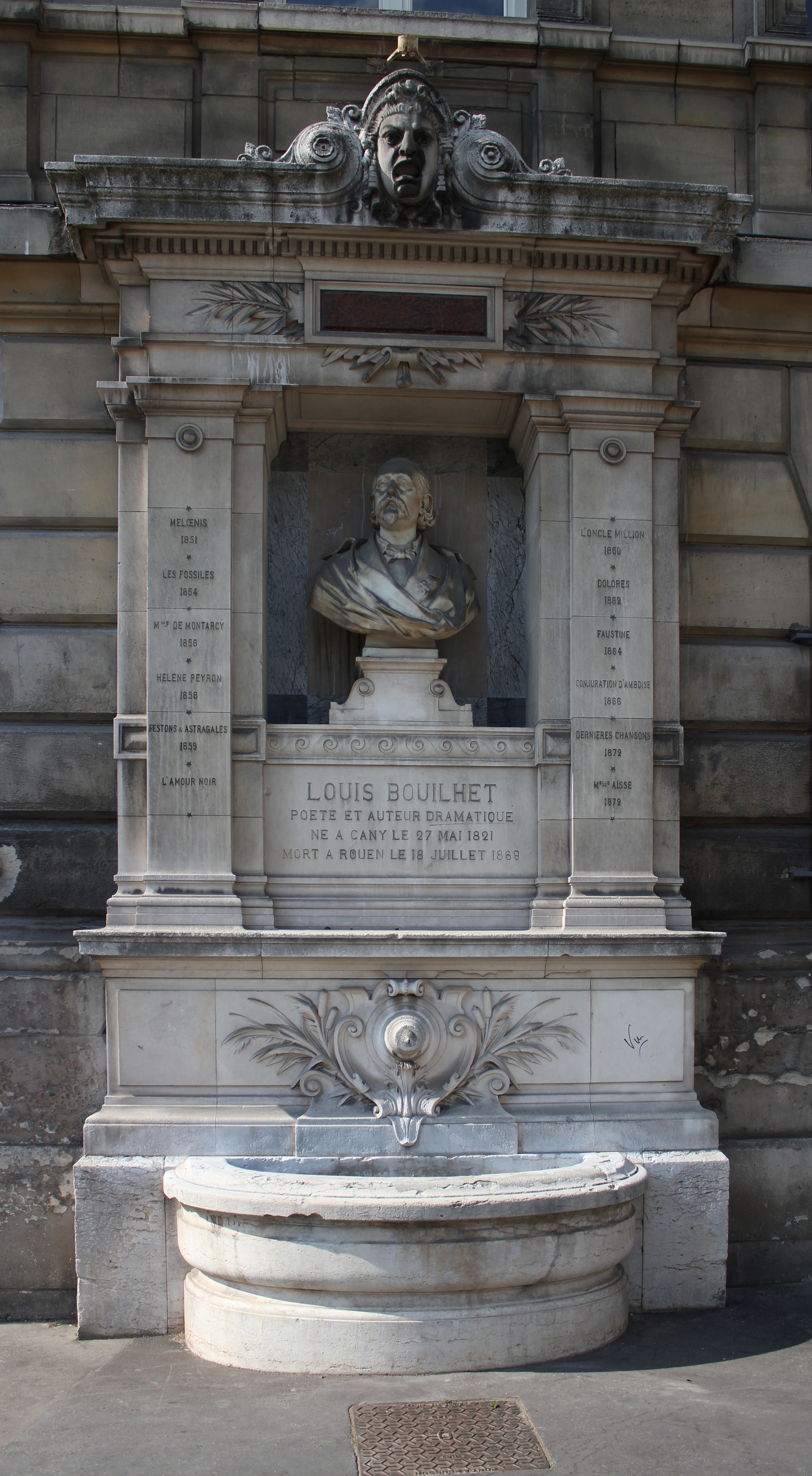
Monument érigé en hommage à Louis-Hyacinthe Bouilhet, à Rouen.

L’histoire littéraire moderne se souvient moins de Bouilhet pour ses propres écrits que pour le rôle essentiel qu’il a joué auprès de Flaubert, car c'est lui qui fit à ce dernier les recommandations de la plus grande rigueur pour l'écriture de ses œuvres. Il est aussi celui qui lui souffla l’idée de s’inspirer du fait divers de Delphine Delamare pour créer Madame Bovary. Flaubert lui faisait chaque semaine la lecture des nouvelles pages du roman durant les années de sa gestation. Flaubert est très affecté par sa mort car il perd à la fois un ami et un collaborateur : "J’ai enterré avant-hier ma conscience littéraire, mon jugement, ma boussole [...]". Il lui rend hommage dans une Préface au recueil posthume Dernières chansons (1872) et pendant plusieurs années il se bat pour que le Conseil municipal de Rouen accepte de construire un monument à sa mémoire. Il obtient tardivement gain de cause mais le monument ne sera réalisé qu'après son propre décès. De belles pages furent écrites sur l'amitié entre les deux auteurs et leur relation littéraire.
Bouilhet fut un critique impitoyable mais toujours juste.

« En perdant mon pauvre Bouilhet, j’ai perdu mon accoucheur, celui qui voyait plus clairement que moi-même.
Sa mort m’a laissé un vide dont je m’aperçois chaque jour davantage. »

— Gustave Flaubert
Maupassant écrivit un émouvant poème à la mort de Louis-Hyacinthe Bouilhet, dont voici les quatre premiers vers et les quatre derniers :
Il est mort, lui, mon maître ; il est mort, et pourquoi ?

Lui, si bon, lui, si grand, si bienveillant pour moi.

Tu choisis donc, Seigneur, dans ce monde où nous sommes,

Et pour nous les ravir, tu prends les plus grands hommes.

(...)

Et puis le voilà mort et parti pour jamais

Vers ce monde éternel où le génie aspire.

Mais de là-haut, sans doute, il nous voit et peut lire

Ce que j’avais au cœur et combien je l’aimais.
Louis Bouilhet est chevalier de la Légion d'honneur. Il repose au cimetière monumental de Rouen à quelques pas de son ami d'enfance, Gustave Flaubert.